# Li Maocuo
Li Maocuo (20 ottobre 1992) è una marciatrice cinese, vincitrice della medaglia d'argento nella 50 km ai Mondiali di Doha 2019.

## Palmarès
| Anno | Manifestazione | Sede     | Evento       | Risultato | Tempo    | Note                          |
| ---- | -------------- | -------- | ------------ | --------- | -------- | ----------------------------- |
| 2019 | Mondiali       | Doha     | Marcia 50 km | Argento   | 4h26'40" |                               |
| 2022 | Mondiali       | Eugene   | Marcia 35 km | 7ª        | 2h44'28" | Miglior prestazione personale |
| 2023 | Mondiali       | Budapest | Marcia 35 km | dnf       | dnf      |                               |